# میکووایکی پومورسکیه
میکووایکی پومورسکیه (به لاتین: Mikołajki Pomorskie) یک روستا در لهستان است که در گمینا میکووایکی پومورسکیه واقع شده‌است. میکووایکی پومورسکیه ۱٬۵۰۰ نفر جمعیت دارد.